# Laimont (Mosa)
Laimont és un municipi francès situat al departament del Mosa i a la regió del Gran Est. L'any 2007 tenia 435 habitants.

## Demografia

### Població
El 2007 la població de fet de Laimont era de 435 persones. Hi havia 164 famílies, de les quals 28 eren unipersonals (8 homes vivint sols i 20 dones vivint soles), 56 parelles sense fills, 68 parelles amb fills i 12 famílies monoparentals amb fills.
La població ha evolucionat segons el següent gràfic:
Habitants censats 

### Habitatges

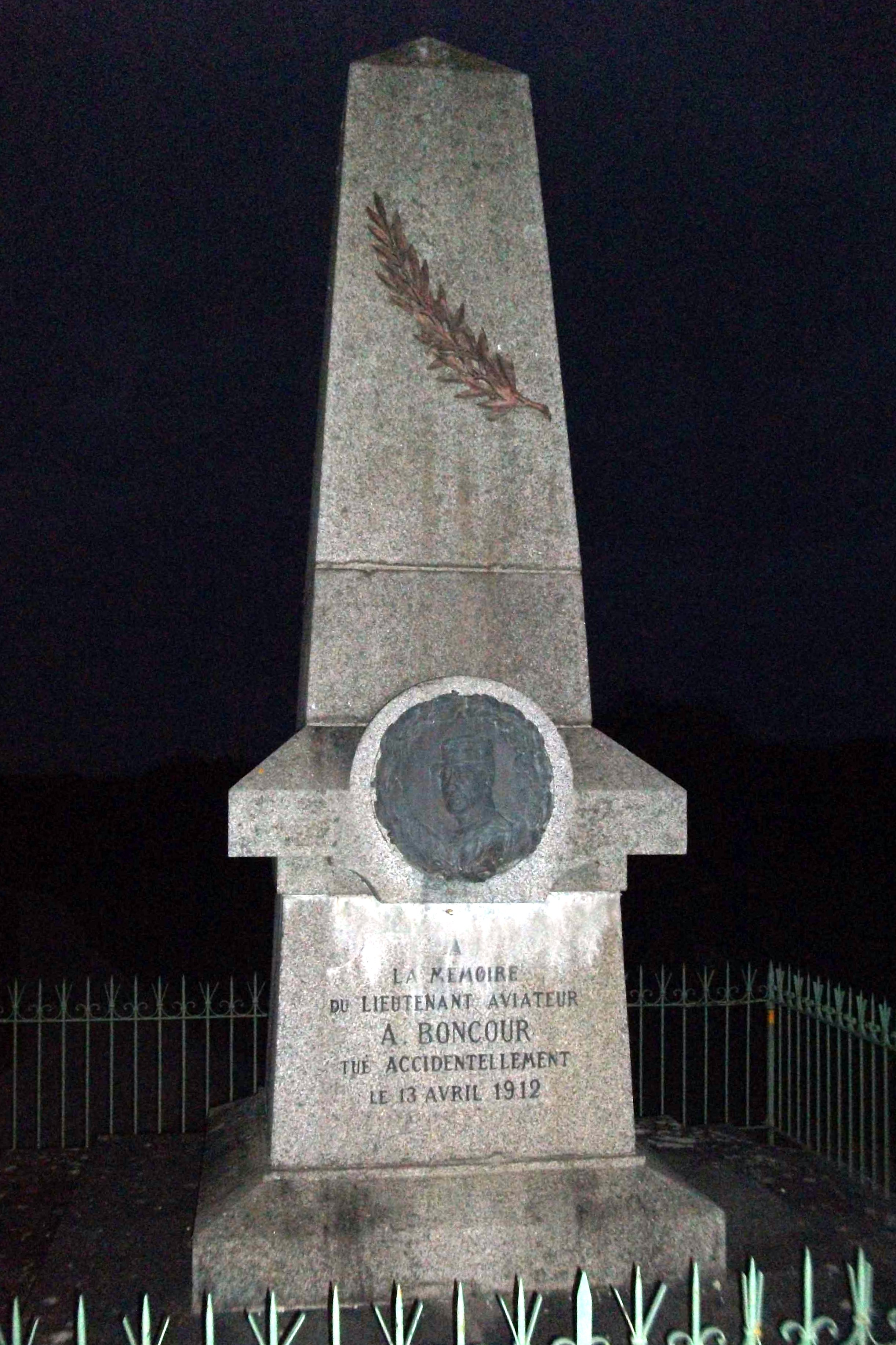
Monument a l'aviador Boncourt

El 2007 hi havia 181 habitatges, 167 eren l'habitatge principal de la família, 6 eren segones residències i 8 estaven desocupats. 175 eren cases i 6 eren apartaments. Dels 167 habitatges principals, 152 estaven ocupats pels seus propietaris i 15 estaven llogats i ocupats pels llogaters; 4 tenien dues cambres, 13 en tenien tres, 40 en tenien quatre i 110 en tenien cinc o més. 138 habitatges disposaven pel capbaix d'una plaça de pàrquing. A 52 habitatges hi havia un automòbil i a 102 n'hi havia dos o més.

### Piràmide de població
La piràmide de població per edats i sexe el 2009 era:
| Homes | Edats   | Dones |
| ----- | ------- | ----- |
| 0     | 95 o +  | 0     |
| 0     | 90 a 94 | 0     |
| 0     | 85 a 89 | 8     |
| 0     | 80 a 84 | 4     |
| 8     | 75 a 79 | 4     |
| 8     | 70 a 74 | 8     |
| 20    | 65 a 69 | 12    |
| 4     | 60 a 64 | 4     |
| 0     | 55 a 59 | 12    |
| 40    | 50 a 54 | 20    |
| 12    | 45 a 49 | 28    |
| 24    | 40 a 44 | 20    |
| 4     | 35 a 39 | 16    |
| 16    | 30 a 34 | 16    |
| 8     | 25 a 29 | 12    |
| 16    | 20 a 24 | 4     |
| 36    | 15 a 19 | 20    |
| 16    | 10 a 14 | 12    |
| 16    | 5 a 9   | 12    |
| 16    | 0 a 4   | 20    |

## Economia
El 2007 la població en edat de treballar era de 301 persones, 214 eren actives i 87 eren inactives. De les 214 persones actives 191 estaven ocupades (103 homes i 88 dones) i 23 estaven aturades (10 homes i 13 dones). De les 87 persones inactives 39 estaven jubilades, 25 estaven estudiant i 23 estaven classificades com a «altres inactius».

### Ingressos
El 2009 a Laimont hi havia 182 unitats fiscals que integraven 474 persones, la mediana anual d'ingressos fiscals per persona era de 19.912,5 €.

### Activitats econòmiques
Dels 11 establiments que hi havia el 2007, 3 eren d'empreses extractives, 1 d'una empresa alimentària, 4 d'empreses de construcció, 1 d'una empresa financera, 1 d'una empresa de serveis i 1 d'una empresa classificada com a «altres activitats de serveis».
Dels 4 establiments de servei als particulars que hi havia el 2009, 1 era un paleta, 2 lampisteries i 1 empresa de construcció.
L'únic establiment comercial que hi havia el 2009 era una fleca.
L'any 2000 a Laimont hi havia sis explotacions agrícoles.

## Equipaments sanitaris i escolars
El 2009 hi havia una escola elemental integrada dins d'un grup escolar amb les comunes properes formant una escola dispersa.

## Poblacions properes
El següent diagrama mostra les poblacions més properes.